# Live at River Plate
Live at River Plate je video album australské hard rockové skupiny AC/DC. Album vyšlo jako DVD a blu-ray 10. května 2011.

## Seznam skladeb
| Pořadí | Název                                   | Délka |
| ------ | --------------------------------------- | ----- |
| 1.     | Rock 'N Roll Train                      |       |
| 2.     | Hell Ain't a Bad Place to Be            |       |
| 3.     | Back in Black                           |       |
| 4.     | Big Jack                                |       |
| 5.     | Dirty Deeds Done Dirt Cheap             |       |
| 6.     | Shot Down in Flames                     |       |
| 7.     | Thunderstruck                           |       |
| 8.     | Black Ice                               |       |
| 9.     | The Jack                                |       |
| 10.    | Hells Bells                             |       |
| 11.    | Shoot to Thrill                         |       |
| 12.    | War Machine                             |       |
| 13.    | Dog Eat Dog                             |       |
| 14.    | You Shook Me All Night Long             |       |
| 15.    | T.N.T.                                  |       |
| 16.    | Whole Lotta Rosie                       |       |
| 17.    | Let There Be Rock                       |       |
| 18.    | Highway to Hell                         |       |
| 19.    | For Those About to Rock (We Salute You) |       |

## Sestava
- Brian Johnson – sólový zpěv
- Angus Young – sólová kytara
- Malcolm Young – rytmická kytara, doprovodný zpěv
- Cliff Williams – baskytara, doprovodný zpěv
- Phil Rudd – bicí, perkuse